# Freizügigkeitsbescheinigung (Deutschland)

Muster der früheren Freizügigkeitsbescheinigung

Die Freizügigkeitsbescheinigung war eine amtliche Bestätigung für Staatsangehörige der Europäischen Union und der übrigen Staaten des Europäischen Wirtschaftsraums (Island, Liechtenstein und Norwegen) über das Bestehen des Aufenthaltsrechts in Deutschland. Die Bescheinigung wurde durch das Gesetz zur Änderung des Freizügigkeitsgesetzes/EU und weiterer aufenthaltsrechtlicher Vorschriften mit Wirkung vom 29. Januar 2013 ersatzlos abgeschafft.

## Rechtsgrundlage
Rechtsgrundlage für die Freizügigkeitsbescheinigung war § 5 Abs. 1 Freizügigkeitsgesetz/EU (FreizügG/EU) a. F. Nach dieser Bestimmung wurde freizügigkeitsberechtigten Unionsbürgern und ihren Familienangehörigen mit Staatsangehörigkeit eines Mitgliedstaates der Europäischen Union von Amts wegen unverzüglich eine Bescheinigung über das Aufenthaltsrecht ausgestellt. Für die Staatsangehörigen von Island, Liechtenstein und Norwegen galt Entsprechendes (§ 12 FreizügG/EU).
Eine europarechtliche Verpflichtung zur Ausstellung einer solchen Freizügigkeitsbescheinigung gab es nicht. Sie wurzelt insbesondere nicht in Art. 8 Unionsbürgerrichtlinie und der hiernach fakultativ ausstellbaren Anmeldebescheinigung, die andere Zwecke verfolgt und andere Voraussetzungen hat als die deutsche Freizügigkeitsbescheinigung.
Das Aussehen der Freizügigkeitsbescheinigung wurde nicht gesetzlich geregelt. Jedoch beruhte der von den Behörden verwendete Vordruck auf dem in Nr. 5.1.3. der Allgemeinen Verwaltungsvorschrift zum Freizügigkeitsgesetz/EU veröffentlichten Muster.
Auch Familienangehörige von Unionsbürgern, die selbst Unionsbürger sind, erhielten eine Freizügigkeitsbescheinigung. Familienangehörige mit einer Drittstaatsangehörigkeit erhielten keine Freizügigkeitsbescheinigung, sondern – so wird es auch weiterhin sein – eine Aufenthaltskarte.
Die Freizügigkeitsbescheinigung war kein Aufenthaltstitel nach dem Aufenthaltsgesetz (AufenthG). Da Unionsbürger bereits aufgrund der europarechtlichen Grundfreiheiten zum Aufenthalt auch im Gebiet der anderen Mitgliedstaaten berechtigt sind, kam ihr von vornherein nur deklaratorischer Charakter und damit Ausweisfunktion zu.

## Anlass für die Ausstellung der Bescheinigung

Bis 2004 ausgegebene Aufenthaltserlaubnis-EG für Unionsbürger

Ursprünglicher Anlass für die Erteilung der Freizügigkeitsbescheinigung war es, Unionsbürgern nach Wegfall der förmlichen Aufenthaltserlaubnis-EG Ende 2004 (§§ 3 bis 7 AufenthG/EWG in der bis zum 31. Dezember 2004 geltenden Fassung) ein Ersatzdokument an die Hand zu geben, mit dem sie im Bedarfsfalle, vor allem gegenüber Arbeitgebern und ggf. gegenüber Behörden, ihren Freizügigkeitsstatus nachweisen konnten. Immer noch ist die Vorstellung verbreitet, dass jeder Ausländer irgendein Dokument besitzen müsse, mit dem er die Rechtmäßigkeit seines Aufenthalts belegen kann. Illegaler Aufenthalt ist in Deutschland eine Straftat (§ 95 AufenthG). Wer einen ausländischen Arbeitnehmer illegal beschäftigt, haftet zudem für die oft erheblichen Abschiebungskosten (§ 66 Abs. 4 Satz 1 Nr. 1 AufenthG). Um jedes Haftungs- und Strafbarkeitsrisiko auszuschließen, verlangen Arbeitgeber von Ausländern daher oft die Vorlage von Aufenthaltspapieren. Die Freizügigkeitsbescheinigung gab ihnen Gewissheit – obwohl EWR-Bürger nie verpflichtet waren, eine solche zu besitzen. Die Freizügigkeitsbescheinigung war eben nur eine Bestätigung des Rechts, sich in Deutschland aufhalten und arbeiten zu dürfen, nicht etwa eine Erlaubnis.
Die in der Öffentlichkeit vorherrschende Betrachtungsweise beschreibt die Bundestagsabgeordnete Sevim Dağdelen anlässlich des Gesetzgebungsverfahrens zur Abschaffung der Freizügigkeitsbescheinigung wie folgt:
„Im bürokratiegeprägten bundesdeutschen Alltag ist es schon eine kleine Revolution, wenn Menschen nichtdeutscher Staatsangehörigkeit über ihr Aufenthaltsrecht in Deutschland keinerlei behördliche Bescheinigung mehr vorweisen müssen – bzw. nicht können. Und das ist auch das Problem: Zumindest einzelne Behördenvertreter, etwa in den Sozialämtern, aber auch Privatpersonen, wie Vermieter und Arbeitgeber, und die Betroffenen selbst werden verunsichert sein, wenn es kein Papier mehr gibt, das Unionsbürgerinnen und -bürgern bestätigt, dass sie sich hier legal aufhalten. Deshalb halte ich eine systematische und breite Bekanntmachung dieser Rechtsänderung für dringend erforderlich, damit sie sich für Unionsangehörige nicht nachteilig auswirkt. Auch soll sich damit im allgemeinen Bewusstsein festsetzen, dass EU-Bürgerinnen und -Bürger grundsätzlich keine Aufenthaltserlaubnis und auch keine amtliche Bescheinigung brauchen, wenn sie in Deutschland leben wollen.“
Im Zuge der fortschreitenden europäischen Integration haben Aufenthaltsdokumente für EU-Bürger, insbesondere nach Inkrafttreten der Unionsbürgerrichtlinie, zunehmend an Bedeutung verloren. Heute spricht eine Vermutung dafür, dass ein EU-Bürger freizügigkeitsberechtigt ist. Da es ausdrücklich gewünscht ist, alle Unterschiede zwischen Inländern und Unionsbürgern in der administrativen Behandlung abzubauen – als rechtlicher Gesichtspunkt ist hier das Gebot anzuführen, aus Gründen der Staatsangehörigkeit niemanden zu diskriminieren (Art. 18 AEUV) –, war es nur eine Frage der Zeit, wann auch die Freizügigkeitsbescheinigung abgeschafft werden würde.
Art. 8 Unionsbürgerrichtlinie gestattet den Mitgliedstaaten allerdings, von Unionsbürgern, die sich länger als drei Monate in ihrem Hoheitsgebiet aufhalten, eine Anmeldung zu verlangen; hierüber wird eine Bescheinigung erteilt. Kein Staat ist jedoch verpflichtet, eine solche Anmeldepflicht einzuführen. Eingeführt wurden Anmeldepflichten und -bescheinigungen unter anderem in Belgien, Luxemburg, Österreich und Spanien. Die Niederlande haben die Anmeldebescheinigung zum 6. Januar 2014 abgeschafft. Wegen der Einzelheiten → Hauptartikel Anmeldebescheinigung.

## Ausstellungsverfahren
Das Ausstellungsverfahren der Freizügigkeitsbescheinigung war in Deutschland sehr unterschiedlich geregelt. An seinem Facettenreichtum zeigt sich die bei den einzelnen Behörden nur langsam einsetzende Erkenntnis, Unionsbürger in behördlichen Angelegenheiten nicht mehr ungünstiger als Inländer zu behandeln.
- In einigen Städten (z. B. Berlin, Bielefeld, Chemnitz, Frankfurt am Main) erhielt man die Bescheinigung beim Bürgeramt, Bürgerbüro oder Einwohnermeldeamt zeitgleich mit der Anmeldung nach dem Meldegesetz.
- In vielen Städten und Gemeinden (z. B. in Bochum, Gütersloh, Leipzig, Magdeburg, Marburg, Stuttgart, Tübingen und in den Gemeinden des Kreises Lippe) wandte man sich an diese Stellen, erhielt die Bescheinigung jedoch einige Tage später von der zuständigen Ausländerbehörde auf dem Postweg übersandt.
- In anderen Städten und Gemeinden (z. B. Celle, Düsseldorf, Köln, Nürnberg, München) war eine persönliche Vorsprache bei der Ausländerbehörde erforderlich, die auch die Freizügigkeitsbescheinigung ausstellte.

Die Ausstellung einer Freizügigkeitsbescheinigung war kein Verwaltungsakt, denn mit ihr wurden keine Rechte verliehen, sondern lediglich bereits bestehende Rechte bescheinigt. Die Bescheinigung war daher unverzüglich auszustellen, wenn keine Zweifel an der Identität und an der Unionsbürgerschaft des Betroffenen bestanden. Wartezeiten waren unzulässig. Lagen die Voraussetzungen für ihre Ausstellung nicht mehr vor, wurde die Bescheinigung nicht wie bei einer Aufenthaltserlaubnis widerrufen, sondern lediglich unförmlich eingezogen (§ 5 Abs. 5 Satz 1 FreizügG/EU a. F.). Auch die Einziehung war kein Verwaltungsakt, wohl aber die Aufforderung, die Bescheinigung zum Zwecke der Einziehung der Behörde vorzulegen.

## Gründe für die Abschaffung
Laut amtlicher Begründung des Änderungsgesetzes sollen mit der Abschaffung Bürokratiekosten abgebaut und der Verwaltungsaufwand der gebührenfrei auszustellenden deklaratorischen Bescheinigung verringert werden. Im Jahre 2011 wurde rund 540.000 Personen aus den EU-Mitgliedstaaten, die in das Bundesgebiet zugezogen waren, eine Freizügigkeitsbescheinigung ausgestellt.
Dieselben Aspekte wurden bereits 2004 angeführt, als die förmliche Aufenthaltserlaubnis-EG für EU-Bürger durch die Freizügigkeitsbescheinigung ersetzt wurde. Damals hieß es schon:
„Die Aufenthaltserlaubnis-EG wird von den Unionsbürgern und ihren Familienangehörigen zunehmend als zeitaufwändiges, bürokratisches Relikt mit fragwürdigem praktischem Nutzen angesehen. Die Abschaffung der Aufenthaltserlaubnispflicht für die meisten Freizügigkeitsberechtigten ist ein nachhaltiges Zeichen fortschreitender Integration und Angleichung der Rechtsstellung der Unionsbürger aus anderen Mitgliedstaaten der Europäischen Union in Deutschland. Die Abschaffung der Aufenthaltserlaubnis verdeutlicht den hohen Stellenwert des – von bürokratischen Hemmnissen künftig weitgehend befreiten – Freizügigkeitsrechts. Der Wegfall der Aufenthaltserlaubnis führt zu spürbarer Verwaltungsvereinfachung, da Hunderttausenden von Unionsbürgern der oftmals zeitaufwändige Weg zur Ausländerbehörde erspart wird.“
Für eine ersatzlose Abschaffung der Aufenthaltserlaubnis-EG konnte sich der Gesetzgeber damals noch nicht entscheiden.

## Folge der Abschaffung: Keine Anmeldebescheinigung für das Aufenthaltsrecht erforderlich

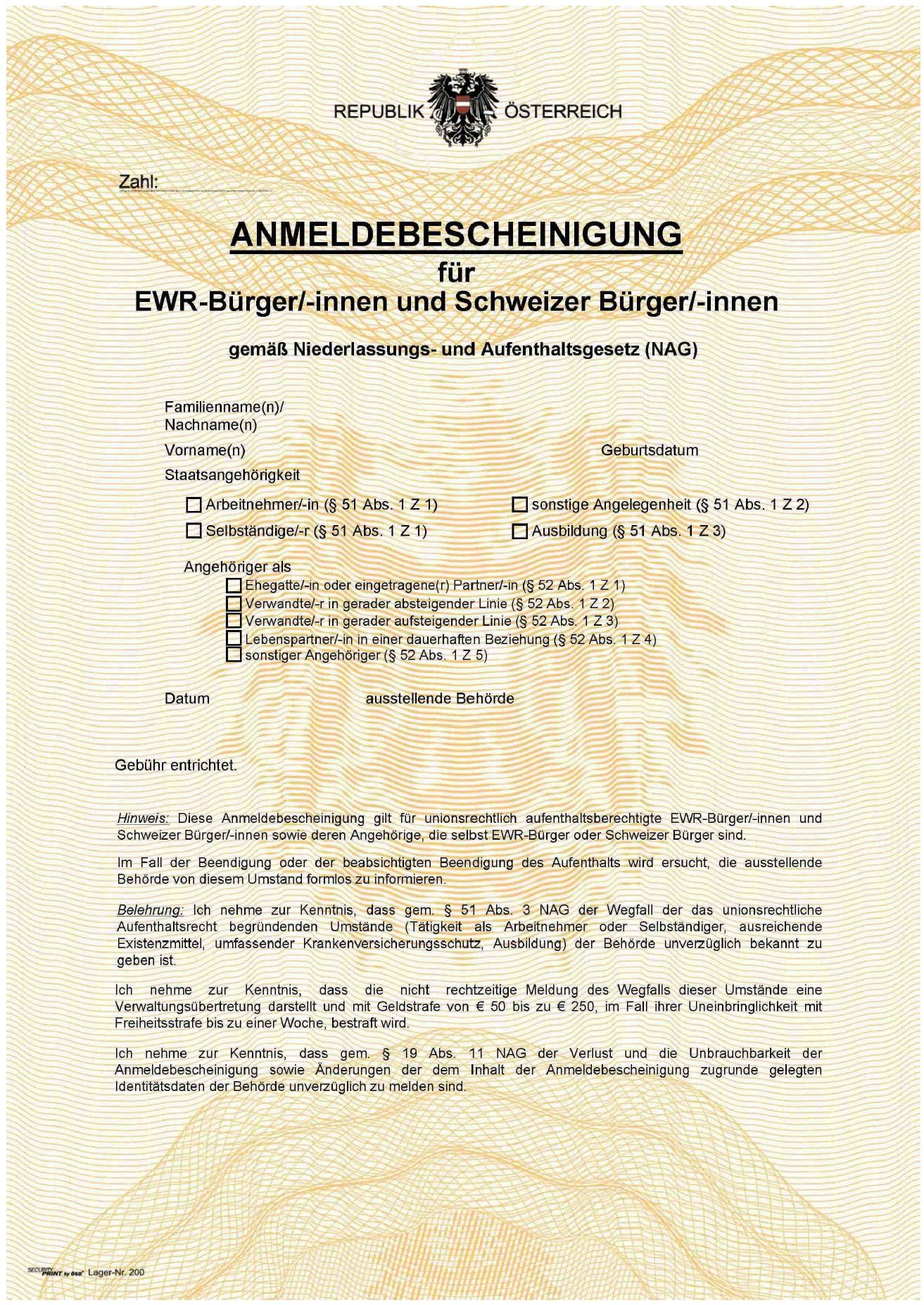
In Deutschland nicht erhältlich: Die in Österreich übliche Anmeldebescheinigung für EWR-Bürger und Schweizer

In Belgien übliche Anmeldebescheinigung für EWR-Bürger im Scheckkartenformat (deutsche Sprachfassung)

EWR-Bürger bedürfen in Deutschland seit 29. Januar 2013 keines administrativen Nachweises über ihr Aufenthaltsrecht mehr, insbesondere keiner Anmeldebescheinigung des Einwohnermeldeamtes. Die Anmeldung bei der örtlichen Gemeindeverwaltung ist zwar erforderlich; nicht aber, um ein Aufenthaltsdokument zu erhalten, sondern um der in Deutschland bestehenden allgemeinen Meldepflicht nachzukommen. Die hierzu erteilte amtliche Meldebestätigung ist keine Anmeldebescheinigung i. S. von Art. 8 Unionsbürgerrichtlinie.
Das ergibt sich aus dem hinter dieser Vorschrift stehenden Sinn und Zweck. Hiernach können (nicht müssen!) die Mitgliedstaaten Anmeldungen verlangen und hierüber Anmeldebescheinigungen (engl. registration certificate, frz. attestation d'enregistrement, span. certificado de registro, ital. attestato d’iscrizione, niederl. verklaring van inschrijving) ausstellen. Die Verpflichtung zur Anmeldung im Sinne von Art. 8 Unionsbürgerrichtlinie soll es den Behörden ermöglichen, von Aufenthalten von über drei Monaten zu erfahren, um ggf. prüfen zu können, ob der Betroffene in zulässiger Weise von seinem Freizügigkeitsrecht Gebrauch macht, also z. B. Arbeitnehmer ist. Für eine Anmeldebescheinigung nach Art. 8 Abs. 3 Unionsbürgerrichtlinie können neben einem Personalausweis eine Einstellungsbestätigung des Arbeitgebers oder eine Beschäftigungsbescheinigung oder ein Nachweis der Selbstständigkeit verlangt werden. Von einer etwaigen Anmeldung nach Art. 8 Unionsbürgerrichtlinie werden alle Personen erfasst, die sich länger als drei Monate in dem Mitgliedstaat aufhalten, ungeachtet der Frage, ob sie in dieser Zeit eine Wohnung begründen, oder auf dem Campingplatz, in Hotels oder bei Freunden wohnen. Die Anmeldepflicht nach Art. 8 Unionsbürgerrichtlinie entsteht frühestens drei Monate nach der Einreise (so ausdrücklich Art. 8 Abs. 2 Unionsbürgerrichtlinie).
All diese Gesichtspunkte spielen bei einer Anmeldung nach den Meldegesetzen der Länder keine Rolle. Die melderechtliche Anmeldepflicht nimmt allein auf die Begründung einer Wohnung Bezug. Die Verpflichtung entsteht mit dem Bezug der Wohnung und ist bereits binnen einer Woche nach Bezug der Wohnung zu erfüllen. Hierzu müssen weder ein Arbeitsvertrag noch eine Gewerbeanmeldung vorgelegt werden. Es kommt auch nicht darauf an, ob die Person erwerbstätig ist oder nicht. Die melderechtliche Anzeigepflicht bezweckt, den Aufenthalt einer Person ermitteln zu können. Sie betrifft alle Bürger ungeachtet ihres Beschäftigungsstatus und ihrer Staatsangehörigkeit, also auch Inländer und Nicht-EWR-Bürger, Erwerbstätige ebenso wie Beschäftigungslose oder Pensionäre. Es fällt zudem nicht in die Zuständigkeit der Meldebehörde, ausländerrechtliche Fragestellungen zu prüfen; dies ist in Deutschland ausschließlich Sache der Ausländerbehörde (§ 71 AufenthG).
Auf eine neben der Anmeldung nach dem Meldegesetz zusätzlich vorzunehmende ausländerrechtliche Anmeldung nach der Unionsbürgerrichtlinie hat der deutsche Gesetzgeber verzichtet, zumal ihr Zweck, einen möglichen Missbrauch des Freizügigkeitsrechts zu verhindern, damit kaum erreichbar ist. Schon mit der bisherigen Freizügigkeitsbescheinigung, die nahezu voraussetzungslos sofort nach der Ankunft in Deutschland – auch an erst noch eine Beschäftigung suchende EWR-Bürger – ausgestellt werden musste, konnte dies nicht sichergestellt werden. Eine europarechtliche Anmeldebescheinigung – wie sie beispielsweise in Belgien, Luxemburg, Österreich und Spanien für EWR-Bürger üblich ist – muss in Deutschland daher weder beantragt werden, noch wird eine solche ausgestellt. Der EWR-Bürger muss auch nicht ständig die amtliche Meldebestätigung der Meldebehörde mit sich führen. Der Besitz eines amtlichen Identitätsdokuments, aus dem die Staatsangehörigkeit hervorgeht (z. B. Personalausweis, Reisepass), wie bei Deutschen üblich, ist ausreichend.
Manchmal kann es jedoch notwendig sein, den genauen Tag der Aufenthaltsbegründung eines EWR-Bürgers festzustellen. Soweit Familienangehörige den von dem EWR-Bürger abgeleiteten Aufenthaltsstatus (insbesondere die Voraufenthaltszeiten) nachweisen müssen, geschieht dies über eine Meldebescheinigung (so z. B. ausdrücklich § 5a Abs. 2 Nr. 2 FreizügG/EU). Das muss nicht notwendigerweise die historische Meldebestätigung sein, die seinerzeit bei der Anmeldung ausgestellt worden ist und vielleicht zwischenzeitlich in Verlust geraten ist. Die Einwohnermeldeämter bescheinigen jederzeit – auch nachträglich – den genauen Tag der Anmeldung.

## Verlustfeststellungsverfahren
Geblieben ist das Verlustfeststellungsverfahren nach § 5 Abs. 4 FreizügG/EU. Sind die Voraussetzungen der Freizügigkeit (siehe § 2 FreizügG/EU) entfallen, kann das Erlöschen der Freizügigkeit und die Ausreisepflicht festgestellt werden. Dasselbe gilt – inzwischen ausdrücklich in § 2 Abs. 7 FreizügG/EU geregelt – in den Fällen missbräuchlicher Berufung auf das Freizügigkeitsrecht.
Das Verlustfeststellungsverfahren ist jedoch nicht sehr effektiv. Oft kommt es in Gang, wenn das Jobcenter der Ausländerbehörde einen längeren SGB-II-Leistungsbezug mit der Bitte um Prüfung ausländerrechtlicher Maßnahmen meldet. Selbst wenn es mit Erfolg abgeschlossen werden sollte, bleibt dem nach Verlustfeststellung ausgereisten EWR-Bürger die Möglichkeit, wieder einzureisen und sich unter Berufung auf sein Freizügigkeitsrecht auf erneute Arbeitsplatzsuche zu begeben. Hierzu ist ihm der Aufenthalt in Deutschland erlaubt. Von einer Verlustfeststellung wird daher bei Personen Gebrauch gemacht, die schon sehr lange SGB-II-Leistungen bezogen haben, bei denen der Wille zur Erwerbstätigkeit aufgrund der bisherigen Erwerbsbiographie äußerst zweifelhaft ist und bei denen anzunehmen ist, dass sie nach Verlassen des Bundesgebietes nicht ohne weiteres wieder nach Deutschland zurückkehren werden (z. B. Personen aus der Nichtsesshaftenszene).
Anders ist es, wenn der Verlust des Aufenthaltsrechts aus Gründen der öffentlichen Ordnung, Sicherheit oder Gesundheit festgestellt wird (§ 6 Abs. 1 FreizügG/EU). Diese Verlustfeststellung ist mit einem Wiedereinreiseverbot verbunden. Die gleichwohl erfolgte Wiedereinreise und ein Aufenthalt im Bundesgebiet sind strafbar (§ 9 FreizügG/EU i. V. mit § 7 Abs. 2 FreizügG/EU). Eine solche Verlustfeststellung entspricht in ihren Wirkungen der Ausweisung nach dem Aufenthaltsgesetz. Um wieder nach Deutschland einreisen zu können, muss das Einreiseverbot befristet werden.
Die Verlustfeststellung aus Gründen der öffentlichen Gesundheit kann nur erfolgen, wenn die Krankheit innerhalb der ersten drei Monate nach Einreise auftritt (§ 6 Abs. 1 Satz 3 FreizügG/EU). Die Tatsache einer strafrechtlichen Verurteilung genügt für die Verlustfeststellung allein nicht. Es muss eine tatsächliche und hinreichend schwere Gefährdung vorliegen, die ein Grundinteresse der Gesellschaft berührt (§ 6 Abs. 2 FreizügG/EU).
Bei der Entscheidung sind insbesondere die Dauer des Aufenthalts des Betroffenen in Deutschland, sein Alter, sein Gesundheitszustand, seine familiäre und wirtschaftliche Lage, seine soziale und kulturelle Integration in Deutschland und das Ausmaß seiner Bindungen zum Herkunftsstaat zu berücksichtigen (§ 6 Abs. 3 FreizügG/EU).
Das Ungültigwerden des Nationalpasses, des Personalausweises oder des sonstigen Passersatzes kann die Aufenthaltsbeendigung nicht rechtfertigen (§ 6 Abs. 7 FreizügG/EU). Die Anforderungen sind somit sehr hoch und werden in der Praxis nur selten erfüllt.

## Daueraufenthalt bei EWR-Bürgern
EWR-Bürger erhalten in Deutschland zwar keine Freizügigkeitsbescheinigung mehr; sie haben aber nach längerem Aufenthalt Anspruch auf eine Daueraufenthaltsbescheinigung. Wegen der weiteren Einzelheiten → Bescheinigung des Daueraufenthaltsrechts (Deutschland).